# Petrorhagia saxifraga
Petrorhagia saxifraga é uma espécie de planta com flor pertencente à família Caryophyllaceae. 
A autoridade científica da espécie é (L.) Link, tendo sido publicada em Handbuch zur Erkennung der nutzbarsten und am häufigsten vorkommenden Gewächse 2: 235. 1831.

## Portugal
Trata-se de uma espécie presente no território português, nomeadamente em Portugal Continental.
Em termos de naturalidade é nativa da região atrás indicada.

## Protecção
Não se encontra protegida por legislação portuguesa ou da Comunidade Europeia.